# Heinrich Schnuphase
Heinrich Schnuphase vollständiger Name Johann Friedrich Heinrich Schnuphase (geboren 5. April 1787; gestorben 14. September 1870 in Hannover) war ein vielfach ausgezeichneter königlich hannoverscher Offizier und Sattelmeister.

## Leben
Geboren im Kurfürstentum Braunschweig-Lüneburg während der Personalunion zwischen Großbritannien und Hannover, kämpfte Schnuphase in der sogenannten „Franzosenzeit“ in der King’s German Legion als Ordonnanzoffizier im Zeitraum von 1810 bis 1816 unter dem Stabsoffizier und General-Lieutenant Julius von Hartmann, der in Portugal, Spanien und Frankreich gegen die Truppen von Napoleon kämpfte.
Als Schnuphase in der Schlacht bei Vitoria zu einer englischen Batterie kommandiert und ihm dabei unterwegs erstmals das Pferd getötet wurde, griff er sich ein umherirrendendes Maultier, um seinen Auftrag auszuführen. Auch 1813 bei der Schlacht bei Waterloo wurde ihm „ein Pferd unter dem Leibe“ getötet; mit einem im Schlachtfeld gegriffenen anderen Pferd konnte er sich abermals bei seinem Kommandeur melden.
Nach der Erhebung Kurhannovers zum Königreich Hannover wurde Schnuphase ab 1816 zunächst im königlichen Marstall angestellt. Längere Zeit wurde er zum Dienst beim Herzog von Cumberland aufgestellt, dem späteren König Ernst August den er zeitweilig nach London und Berlin begleitete.
1855 wurde Schnuphase, der zu der Zeit im Zentrum Hannovers im Haus am Markte 13 wohnte, Sattelmeister im königlichen Leibstall im Palais an der Leinstraße, dem Wohnsitz von König Georg V.
1861 war Schnuphase offiziell einer der Teilnehmer bei der Enthüllung des Ernst-August-Denkmals.
In der Schlacht bei Langensalza am 27. Juni 1866 rettete er seinen blinden Landesherrn aus einer lebensgefährlichen Situation. Kurz darauf, nach der Annexion Hannovers durch Preußen, folgte Schnuphase seinem verbannten König nach Wien. Dort erregte er trotz seines fortgeschrittenen Alters in seiner mit 7 Ehrenzeichen und Medaillen verzierten roten Marstallsuniform Aufsehen als vorzüglicher Reiter auf einem Hannoveraner.

## Ehrungen
Schnuphase wurde bis 1864 mit folgenden Orden und Ehrenzeichen ausgezeichnet:
- Guelphen-Ordens-Medaille;[9]
- Kriegsdenkmünze für die in die Königlich-Großbritannisch Deutsche Legion freiwillig eingetretenen Krieger[9]
- goldene Verdienstmedaille[9]
- silberne Verdienstmedaille des Königreichs Hannover[9]
- Allgemeines Ehrenzeichen[9]
- Großbritannische Waterloo-Medaille[9]

## Grabmal
Schnuphase, Anhänger der Welfen, starb 1870 als Preuße in Hannover. Als Angehöriger des ehemaligen Hofes wurde er auf dem Neustädter Friedhof beigesetzt. Auf seinen Grabstein wurde folgende Inschrift eingemeißelt:

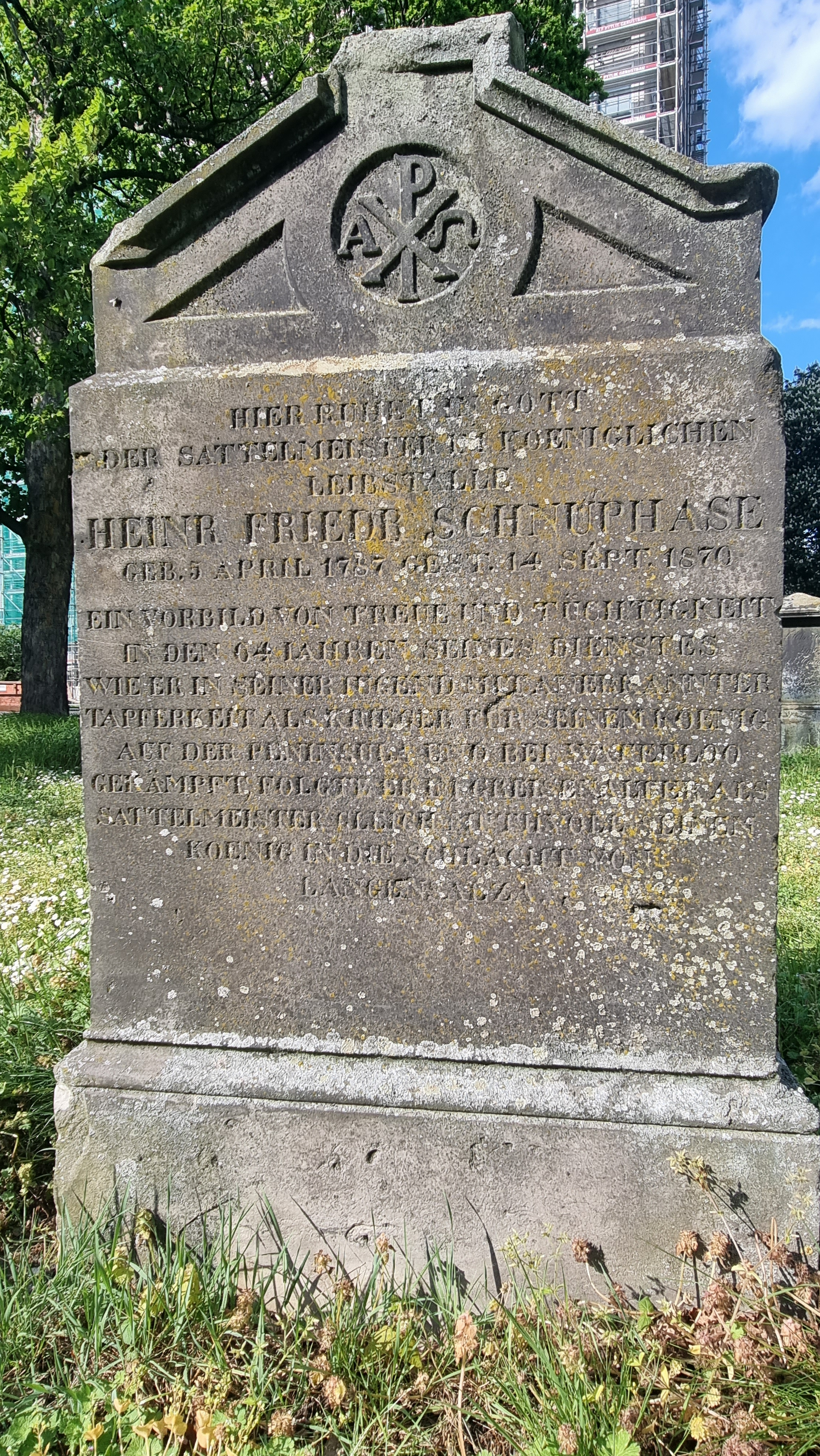
Schnuphases Grabstein auf dem Neustädter Friedhof in Hannover

## Porträtgemälde
Nicht erst nach der Rettung seines Königs in der Schlacht bei Langensalze wurde Heinrich Schnuphase von Conrad L’Allemand porträtiert. Das Ölgemälde, um 1860 entstanden, zeigt Schnuphase in roter Marstallsuniform vor dem Schloss Herrenhausen.
Das Bild war zunächst im Schloss Herrenhausen untergebracht. Während des Zweiten Weltkrieges war es ausgelagert und überdauerte so die Zerstörung des Schlosses im Jahr 1943 bei den Luftangriffen auf Hannover. Es hing später im Blauen Salon des Fürstenhauses Herrenhausen. Dieses Palais war zeitweise als Museum für die Öffentlichkeit zugänglich, wurde dann aber geschlossen. Ein großer Teil des alten Schlossinventars wurde von den Welfen im Lauf der Zeit verkauft; ob das Schnuphase-Porträt unter den veräußerten Bildern ist, scheint unklar.

## Archivalien
Archivalien von und über Heinrich Schnuphase finden sich beispielsweise
- im Niedersächsischen Landesarchiv, Abteilung Hannover als Verzeichnung unter dem Titel Personen: Verschiedene Sparten, bis zum 19. Jahrhundert (alphabetisch); Archivsignatur NLA HA ZGS 2/1 Nr. 56[11]